# Anhydrophryne rattrayi
Anhydrophryne rattrayi (ang. Hogsback Frog lub Rattray's forest frog) – gatunek płaza bezogonowego z rodziny Pyxicephalidae. Jest jednym z trzech gatunków rodzaju Anhydrophryne. Występuje endemicznie w Południowej Afryce.
Są to małe żaby (samica ma 21 mm długości, samiec jest mniejszy) koloru jasnoszarego do ciemnobrązowego lub (rzadziej) miedzianego. Brzuch ma wzór marmurkowy, biało-ciemnobrązowy do czarnego.
Lektotypy zostały odłowione w grudniu 1918 i styczniu 1919 przez G. Rattraya i J. Wooda w okolicach Hogsback w górach Amatola (Prowincja Przylądkowa Wschodnia, Południowa Afryka) – stąd angielskie nazwy tej żaby. Pierwszy opis naukowy sporządził południowoafrykański zoolog John Hewitt w 1919. Poza rejonem Hogsback, ta żaba występuje w pobliskich rejonach Katberg, Stutterheim, Keiskamahoek i w lasach Peddie Mountain. Zamieszkuje poszycie leśne i łąki klimatu umiarkowanego na wysokości ponad 1100 metrów n.p.m.
Na skutek postępującego niszczenia środowiska naturalnego występowania, ten gatunek jest obecnie uznany przez IUCN za narażony na wymarcie.